# Aéroport de Malakal
L'aéroport de Malakal (code IATA : MAK • code OACI : HSSM) est un aéroport desservant Malakal. Malakal est près de la frontière avec le Soudan et celle de l'Éthiopie.
Malakal, est le deuxième plus grand aéroport dans le Soudan du Sud. L'un des deux aéroports internationaux dans le pays, les autres et le plus grand étant Aéroport de Djouba, la capitale de Djouba, au Soudan du Sud.
Dans le cadre de l'organisation des Nations unies de la Mission au Soudan (MINUS), l'aéroport a été un important point de transit pour les Nations unies, d'opérations pour le Soudan du Sud et continuera à le faire en vertu de la nouvelle Organisation des Nation Mission au Soudan du Sud (MINUSS) mandat.

## Situation
| Rumbek Yei Djouba Malakal |

## Compagnies aériennes régulières et les destinations
| Compagnies            | Destinations |
| --------------------- | ------------ |
| Golden Wings Aviation | Djouba       |

Actualisé le 08/10/2023